# Tử quốc Béarn
Tử quốc Béarn (tiếng Pháp: Vicomté de Béarn; tiếng La Tinh: Vicomitatus Benearniens), sau này là Thân vương quốc Béarn là một lãnh địa thời Trung cổ ở miền Nam nước Pháp, một phần của Công quốc Gascony từ cuối thế kỷ thứ IX. Năm 1347, Tử tước xứ Béarn tuyên bố lãnh thổ của mình là một Thân vương quốc độc lập và không có nghĩa vụ phong kiến với bất cứ công quốc nào. Sau đó, nó tham gia một liên minh cá nhân với Vương quốc Navarre vào năm 1479 và với Vương quốc Pháp vào năm 1589. Năm 1620, Thân vương (đồng thời là nhà vua) chính thức hợp nhất Béarn thành một tỉnh của Pháp.